# Samuel I. Stupp

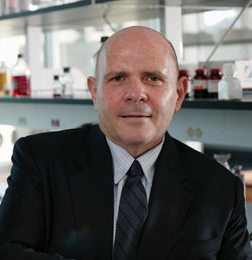
Samuel I. Stupp (2011)

Samuel Isaac Stupp (* 1951 in San José, Costa Rica) ist ein amerikanischer Chemiker, Materialwissenschaftler und Biotechnologe. Er lehrt und forscht an der Northwestern University und befasst sich vorrangig mit supramolekularer Chemie, Selbstassemblierung und Nanotechnologie sowie deren Anwendung in Medizin- und Energietechnik.

## Werdegang
Samuel I. Stupp wurde in Costa Rica geboren, erhielt seine akademische Ausbildung allerdings in den Vereinigten Staaten. Er besuchte die University of California, Los Angeles und schloss dort 1972 ein Chemiestudium mit dem Bachelor ab. Anschließend wechselte er an die Northwestern University in Illinois, wo er 1977 auf dem Gebiet der Material- und Ingenieurwissenschaften (Materials Science & Engineering) zum Ph.D. promoviert wurde. Die folgenden drei Jahre war Stupp als Assistenzprofessor an der Northwestern University tätig, bevor er im Jahre 1980 dem Ruf der University of Illinois at Urbana-Champaign (UIUC) folgte und vorerst in gleicher Position arbeitete. 1989 wurde er dort auf eine ordentliche Professur für Material- und Ingenieurwissenschaften berufen, der 1992 eine weitere im Fachbereich Chemie folgte. Parallel dazu war er am Beckman Institute for Advanced Science and Technology der UIUC sowie 1997 als Gastprofessor am Institut Charles Sadron der Universität Straßburg und des CNRS tätig.
1999 kehrte Stupp an die Northwestern University zurück und übernahm dort die Professur für Materialwissenschaften, Chemie und Medizin (Materials Science, Chemistry, and Medicine), die er bis heute innehat. Zudem fungiert er als Direktor des Institute for BioNanotechnology, des Center for Regenerative Nanomedicine sowie des Center for Bio-Inspired Energy Science und hielt 2015 eine Gastprofessur an der Nanyang Technological University in Singapur.

## Wissenschaftliches Schaffen
Stupp arbeitet an den Schnittstellen von Material- und Ingenieurwissenschaften sowie von Chemie und Biomedizin (Bioengineering). Er beschäftigt sich hauptsächlich mit supramolekularer Chemie und Selbstassemblierung, beispielsweise von amphiphilen Peptiden, sowie mit Nanotechnologie. Zudem entwickelt er diesbezügliche, praktische Anwendungsmöglichkeiten im Bereich der Medizintechnik, insbesondere für die regenerative Medizin zur Behandlung des Herzinfarkts, der Parkinson-Krankheit oder von Lähmungen nach Rückenmark-Schädigung. Einen weiteren Schwerpunkt stellt die Energietechnik dar, so befasst sich seine Arbeitsgruppe mit neuen Materialien im Bereich der Photovoltaik, beispielsweise mit Hydrogelen oder Superkondensatoren.
Bisher veröffentlichte Stupp über 300 wissenschaftliche Fachartikel, unter anderem in Nature und Science. Aufgrund seiner Zitierungen wurde er von Thomson Reuters in den Top 100 Chemists for 2000–2010 gelistet, ebenso wie 2016 von Elsevier in den Most Cited Researchers in Materials Science & Engineering.

## Ehrungen
Stupp erhielt 2005 den ACS Award in Polymer Chemistry für seine Beiträge auf dem Gebiet der Polymerchemie, 2021 den Ralph F. Hirschmann Award in Peptide Chemistry und 2022 den Von Hippel Award. Er erhielt Ehrendoktorate der Technischen Universität Eindhoven (2009), der Universidad de Costa Rica (2011) sowie der Universität Göteborg (2013). Er ist Fellow der American Chemical Society, der American Physical Society, der National Academy of Engineering (2012) sowie der Royal Society of Chemistry (2016). Zudem wurde er 1998 in die American Academy of Arts and Sciences sowie 1999 in die American Association for the Advancement of Science gewählt, 2020 in die National Academy of Sciences. Darüber hinaus vergibt das Ministerium für Wissenschaft und Technologie Costa Ricas (Ministry of Science and Technology) seit 2013 den Samuel I. Stupp Prize für Leistungen auf dem Feld der Nanotechnologie.